# Lac Trousers
Le lac Trousers est un lac situé dans le comté de Victoria, au centre du Nouveau-Brunswick (Canada).

## Géographie
Il est situé dans les Appalaches, plus précisément les monts Costigan, à environ 380 mètres d'altitude. Il se trouve au nord-est de Plaster Rock. Il a une superficie d'environ 12 kilomètres carrés. Son émissaire est la rivière Dee. Il est nommé ainsi d'après sa forme de pantalon, trousers en anglais. Ses deux bras sont d'ailleurs nommés jambes (legs en anglais).